# Dongxing (Fangchenggang)

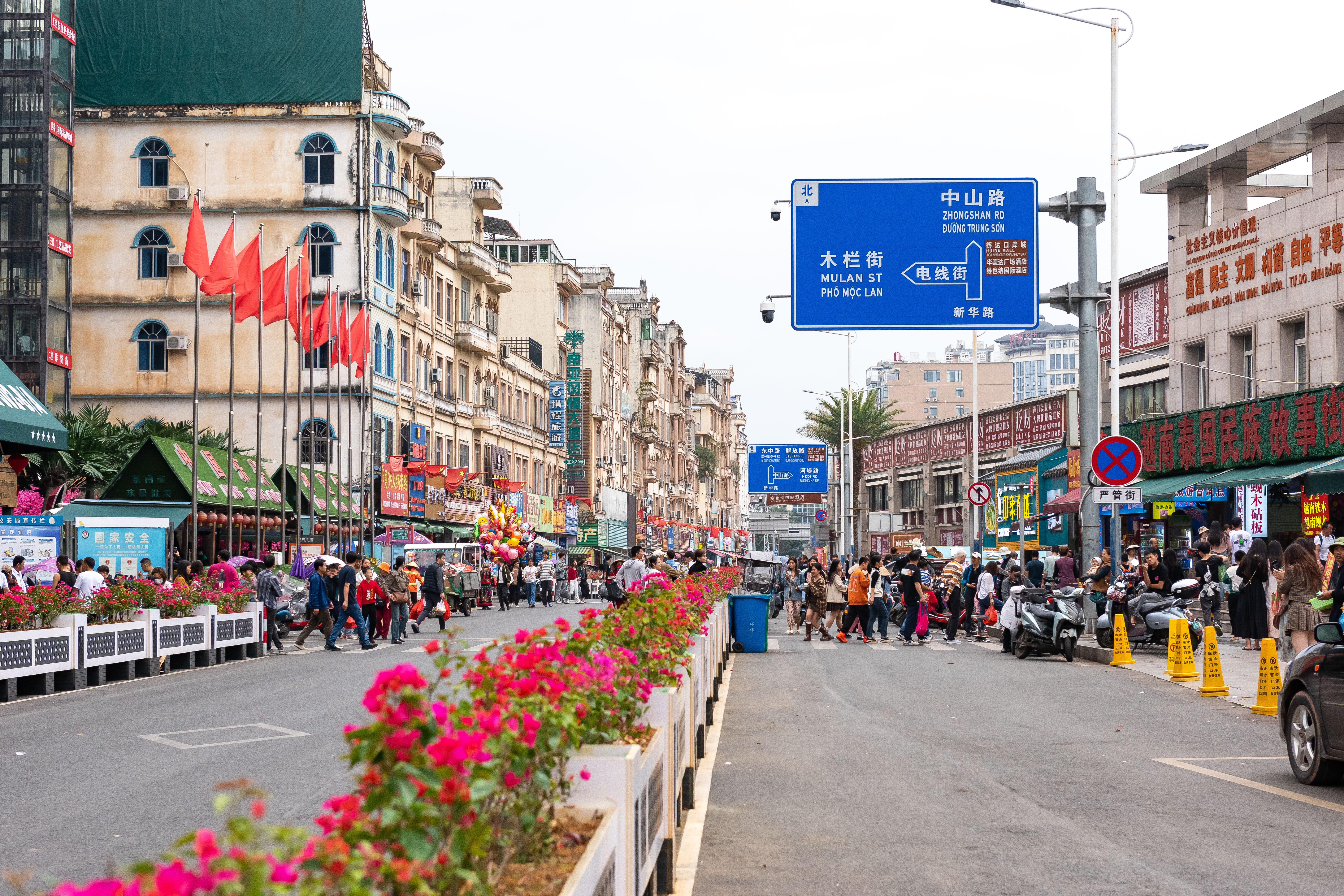
Dongxing (2024)

Dongxing (chinesisch 东兴市, Pinyin Dōngxīng Shì; Zhuang Dunghhingh Si) ist eine kreisfreie Stadt im Autonomen Gebiet Guangxi der Zhuang in der Volksrepublik China. Sie gehört zum Verwaltungsgebiet der bezirksfreien Stadt  Fangchenggang. Die Fläche beträgt 541,8 Quadratkilometer und die Einwohnerzahl 162.500 (Stand: 2018).
Sie ist durch den Fluss Beilun von der ihr unmittelbar gegenüberliegenden vietnamesischen Stadt Móng Cái getrennt, über den (demnächst) drei Grenzübergänge gehen. Die Länge der Grenze zu Vietnam beträgt 33 Kilometer.